# Тукай (Агрызский район)
Тука́й (тат. Тукай) — посёлок в Агрызском районе Республики Татарстан России. Входит в состав Крындинского сельского поселения.

## История
Основан в 1923 году татарами из деревень Хороший Ключ и Турдали и русскими из деревни Крынды в составе Кучуковской волости Агрызского, затем Елабужского кантона Татарской АССР. Первоначально назывался Вязовой Ключ, затем переименован в честь Габдуллы Тукая. В 1926 году здесь жило 83 татарина и 31 русский. С 1927 года — в Агрызском районе (в 1963—1964 годах — в Елабужском районе). Имеется магазин и ФАП, с 2002 года действует мечеть.

## География
Посёлок находится в северо-восточной части Татарстана, на автодороге Агрыз — Красный Бор, на расстоянии примерно 44 километра по ней к югу от города Агрыз, административного центра района, и в 5 км по автодорогам к северо-востоку от центра поселения, села Крынды.

### Часовой пояс
Посёлок Тукай, как и весь Татарстан, находится в часовой зоне МСК (московское время). Смещение применяемого времени относительно UTC составляет +3:00.

## Население
| 1938 | 1958 | 1970 | 1989 | 2002 | 2010 |
| ---- | ---- | ---- | ---- | ---- | ---- |
| 81   | 46   | 41   | 102  | 83   | 78   |

Национальный состав
Согласно результатам переписи 2002 года, в национальной структуре населения татары составляли 94 %.

## Улицы
В посёлке одна улица — Тукая.